# Francis Andrew March
Francis Andrew March (* 25. Oktober 1825 in Millbury, Massachusetts; † 9. September 1911 in Easton, Pennsylvania) war ein US-amerikanischer Philologe und Lexikograf.

## Leben
Nach dem Schulbesuch und der Ausbildung am Amherst College studierte er Rechtswissenschaft in New York City und erhielt 1850 die Zulassung als Rechtsanwalt. Nachdem er einige Jahre als Lehrer tätig gewesen war, wurde er 1857 Professor für englische Sprache und vergleichende Sprachwissenschaft am Lafayette College in Easton. Die dortige Lehrtätigkeit übte er fast fünfzig Jahre bis 1906 aus. Daneben war er zwischen 1879 und 1882 Direktor der amerikanischen Lektoren des New English Dictionary, dem späteren Oxford English Dictionary. Außerdem war er von 1891 bis 1893 Präsident der Modern Language Association (MLA).
March kann als Begründer der vergleichenden altenglischen Sprache betrachtet werden. Zu seinen bekanntesten Veröffentlichungen gehört neben dem Monumentalwerk Comparative Grammar of the Anglo-Saxon Language (1870) sowie An Anglo-Saxon Reader (1870).

## Schriften
- Francis A. March: Selected writings of the first professor of English. Edited by Paul Schlueter, Jane Schlueter. Friends of Skillman Library – Lafayette College, Easton PA 2005, ISBN 0-9765162-0-9.